# Guillaume Dursus
Guillaume Dursus ou Dursue, est un gentilhomme originaire de Navarre (dans la partie confinant à la Biscaye) auquel la cidriculture normande est redevable de notables améliorations.

## Biographie
Venu s’établir en Normandie sous le règne du roi Louis XII, Dursus avait repoussé, en 1522, un corps d’Anglais débarqué à Urville pour surprendre Cherbourg, et il était devenu propriétaire et seigneur du fief de Lestre.
Il aurait introduit de la Biscaye en Normandie des variétés de pommiers très supérieures à celles que l’on cultivait dans le nord de la France avant son arrivée, telles que l’Épicé, la Barbarie de Biscaye, la Greffe de Monsieur. C’est à partir de ce moment que les crus normands commencèrent à jouir d’une réputation méritée.

### Sources et bibliographie
- P. Lelièvre, « Les pommes à cidre au XVIe siècle dans l'arrondissement de Cherbourg », Bulletin de la Société d’horticulture de Cherbourg, 26e année, 1894, p. 85.
- Charles Félix Hyacinthe Gouhier Charencey, Histoire de l’abbaye de la Grande-Trappe, vol. 1, Mortagne, Georges Meaux, 1896, p. 54.